# غوردون سينغلتون
غوردون سينغلتون مواليد 9 أغسطس 1956 في شلالات نياجارا، أونتاريو، كندا، هو دراج كندي. شارك في دورة الألعاب الأولمبية الصيفية.

## روابط خارجية
- غوردون سينغلتون على موقع أرشيف الدراجات (الإنجليزية)
- غوردون سينغلتون على موقع إحصائيات الدراجات الإحترافية (الإنجليزية)
- غوردون سينغلتون على موقع أوليمبيديا (الإنجليزية)
- غوردون سينغلتون على موقع اللجنة الأولمبية الكندية (الإنجليزية)
- غوردون سينغلتون على موقع اتحاد ألعاب الكومنولث (مؤرشف) (الإنجليزية)